# Satanized (A Journey Through Cosmic Infinity)
Satanized (A Journey Through Cosmic Infinity) è il sesto album in studio del gruppo musicale Abigor, pubblicato il 2001 dalla Napalm Records.

## Tracce
1. The Legacy – 5:53
2. Repulsor – 5:11
3. Battlestar Abigor – 4:49
4. Galaxies and Eons Decline – 5:33
5. Luminescense of Darkness – 4:42
6. Nocturnal Stardust – 6:46
7. Satan's Galaxy – 4:29
8. The Redeemer's Return – 3:58

## Formazione
- Thurisaz - voce, basso
- Virus 666 P.K. - chitarra, tastiera
- Moritz N. - batteria